# Баянаульский округ
Баянаульский внешний округ — административно-территориальная единица, утвержденная российским царским правительством после ликвидации ханской власти. Создан в 1826 году, официально утвержден 22 августа 1833 года. Подчинялся Омскому областному правлению. Управление осуществлял старший султан с 4 заседателями. Первый старший султан Шон би Едигеулы (1833—1836). Территория около 57,6 тысяч квадратных вёрст в междуречье Иртыша и Нуры. Население около 80 тысяч человек. Объединял 14 волостей. Центр — Баянаул. Почти всю территорию Баянаульского внешнего округа занимали степи, только в юго-западной части имелись хвойные леса и пресноводные озёра. Основное занятие населения — скотоводство. Административная реформа 1867—1868 годов упразднила Баянаульский внешний округ, его территория вошла в состав Павлодарского, Каркаралинского и Акмолинского уездов. В 1938 году образован Баянаульский район в составе Павлодарской области.

## Старшие султаны
- Шон-би  (айдабол руынан, 1833 - 36)
- Шорман Күшікұлы (қаржас, 1836 - 37),
- Маман Абылаев (төре, 1837 - 38),
- Бопы Тәтенұлы (төре, 1838 - 40),
- Боштай Тұрсынбайұлы (айдабол, 1840 - 41),
- Бердәлі Қазанғапұлы (бәсентиін, 1841 - 42),
- Қазанғап Сатыбалдыұлы (1843 - 48),
- Әли Көксалов (төре, 1848 - 51),
- Ханқожа Тәтенұлы (төре, 1851 - 53),
- Шорманов, Муса(қаржас) [1]

## Волости
Ведомость о волостях Баянаульского внешнего округа
| №  | Звание волостей                                                                           |
| -- | ----------------------------------------------------------------------------------------- |
| 1  | Акбура Тулпар Урманчинская под управлением бия Алдонгара Каркынбаева                      |
| 2  | Кумоке Каржаская под управлением бия Мусы Чорманова                                       |
| 3  | Сатылган Алтын Туринская под управлением бия Укубая Найзабекова                           |
| 4  | Айдабульская под управлением бия Тургунбая Елеманова                                      |
| 5  | Джангозу Айдабульская под управлением бия Кутемгеня Чонова                                |
| 6  | Кумоновская под управлением старшины Торлукпа Кулакова                                    |
| 7  | Козгановская под управлением старшины Маджика Сугуралина                                  |
| 8  | Басентеинская под управлением старшины майора Казангапа Сатыбалдина                       |
| 9  | Баимбет Басентеинская под управлением старшины Джумагула Байгажина                        |
| 10 | Бозгозу Буранаймановская под управлением старшины титулярного советника Мурзагула Илевова |
| 11 | Джаватей Буранаймановская под управлением султана надворного советника Али Кокшалова      |
| 12 | Аджибай Канжигалинская под управлением бия Джундубая Алтыбасарова                         |